# Placodiscus turbinatus
Placodiscus turbinatus är en kinesträdsväxtart som beskrevs av Ludwig Radlkofer. Placodiscus turbinatus ingår i släktet Placodiscus och familjen kinesträdsväxter. Inga underarter finns listade i Catalogue of Life.